# Domenico Corbarelli

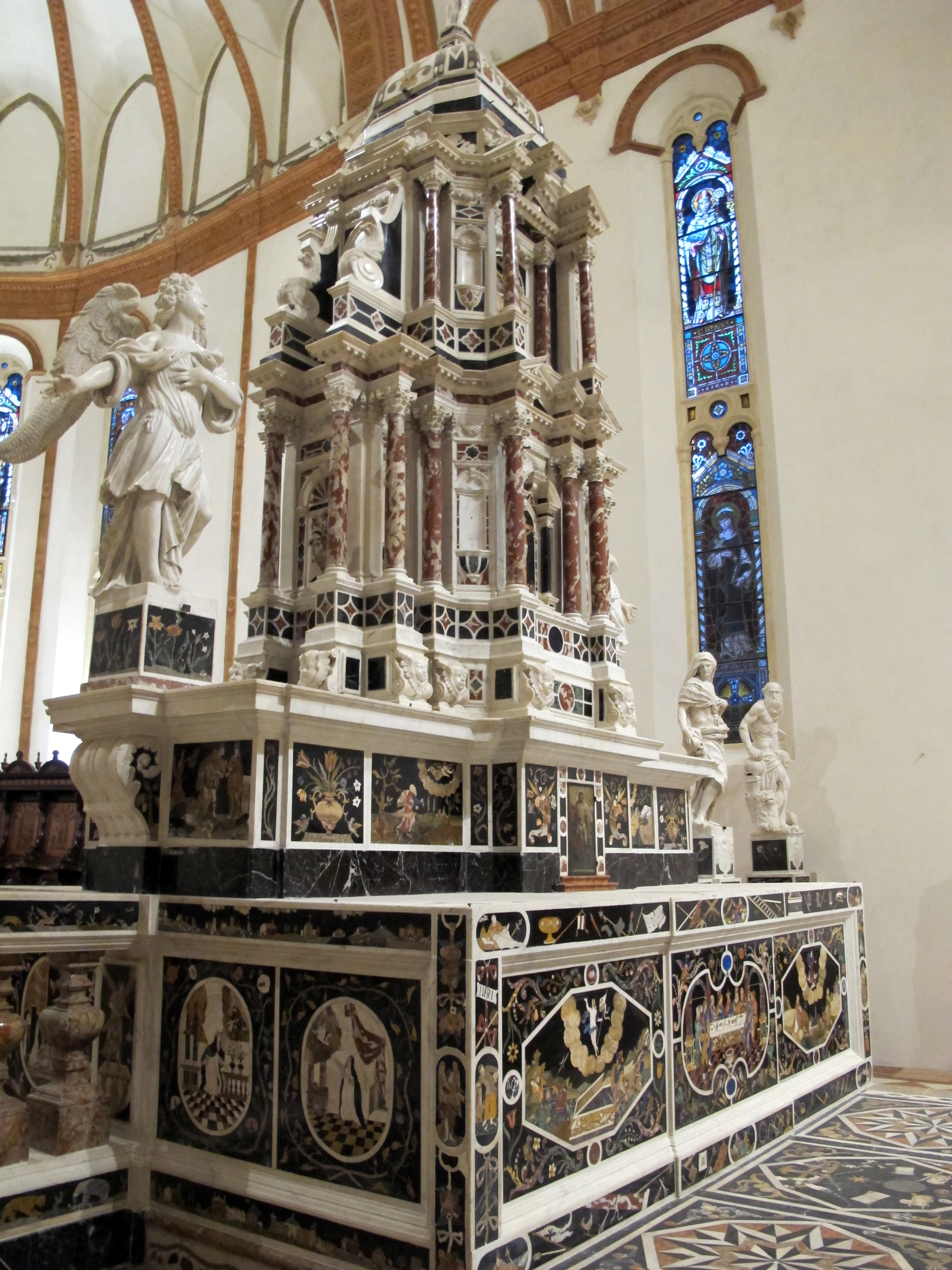
Vicenza, altare della chiesa di Santa Corona

Domenico Corbarelli (Padova, 1656 – Brescia, 1732) è stato uno scultore italiano.

## Biografia
Figlio di Francesco, nacque a Padova nel 1656. Nel 1718 chiese la cittadinanza bresciana e qui trovò maestranza qualificata per la sua bottega. Morì a Brescia nel 1732.

## Opere
- Vicenza – Altare della chiesa di Santa Corona, 1670 – 1685
- Vicenza – Pietra tombale del vescovo Giuseppe Civran nella cattedrale, 1681
- Brescia – Altare della chiesa di Santa Maria della Carità, 1685
- Castel Goffredo – Balaustra dell'altare del Crocefisso nella Chiesa prepositurale di Sant'Erasmo, 1703, opera eseguita con Francesco Corbarelli
- Barbariga - Altare maggiore della chiesa di san Pietro Martire, 1704
- Brescia - Altare del Santissimo Sacramento in Sant'Agata, 1710
- Brescia - Altare di Santa Maria Maddalena de Pazzi in Santa Maria del Carmine, 1715
- Brescia - Altare dei ss. Francesco e Domenico in San Giuseppe (col fratello Antonio)
- Bergamo – Altare dell'abbazia di San Paolo d'Argon, 1695 - 1715
- Torbiato d'Adro – Altare della parrocchiale
- Soncino - Altare maggiore, 1723